# Pogotowie drogowe
Pogotowie drogowe – jednostka powołana do niesienia pomocy w zakresie ruchu drogowego. Do obowiązków Pogotowia należy m.in. ustawianie tymczasowego oznakowania pionowego w miejsce zniszczonego oraz zabezpieczanie oznakowaniem pionowym imprez kulturalnych.
Bezpłatnym numerem alarmowym do Pogotowia drogowego jest numer 981. W Warszawie numerem alarmowym do Pogotowia drogowego jest numer 19633.